# إليوكارس إبري
إليوكارس إبري (باللاتينية: Eleocharis acicularis)، (بالإنجليزية: needle spikerush)، نبات مائي يصل طوله إلى 20 سم ويحتاج لضوء ناصع، وهو مثالي لمقدمة الحوض.